# Reprezentacja Gambii U-17 w piłce nożnej mężczyzn
Reprezentacja Gambii U-17 w piłce nożnej – juniorska reprezentacja Gambii zgłaszana przez GFF. Mogą w niej występować wyłącznie zawodnicy posiadający obywatelstwo gambijskie, urodzeni w Gambii lub legitymujący się gambijskim pochodzeniem i którzy w momencie przeprowadzania imprezy docelowej (finałów Mistrzostw Afryki lub Mistrzostw Świata) nie przekroczyli 17. roku życia.

## Sukcesy
- Mistrzostwa Afryki U-17
  - 1. miejsce (2 razy): 2005, 2009

## Występy w mistrzostwach świata
- 1985: Nie brała udziału
- 1987: Nie zakwalifikowała się
- 1989: Nie brała udziału
- 1991: Nie zakwalifikowała się
- 1993: Nie brała udziału
- 1995: Nie brała udziału
- 1997: Nie brała udziału
- 1999: Nie brała udziału
- 2001: Nie zakwalifikowała się
- 2003: Nie zakwalifikowała się
- 2005: Faza grupowa
- 2007: Nie zakwalifikowała się
- 2009: Faza grupowa
- 2011: Nie zakwalifikowała się
- 2013: Nie zakwalifikowała się
- 2015: Nie zakwalifikowała się

## Występy w mistrzostwach Afryki
- 1995: Nie brała udziału
- 1997: Nie brała udziału
- 1999: Nie brała udziału
- 2001: Nie zakwalifikowała się
- 2003: Faza grupowa
- 2005 (gospodarz): 1. miejsce
- 2007: Nie zakwalifikowała się
- 2009: 1. miejsce
- 2011: Faza grupowa
- 2013: Nie zakwalifikowała się
- 2015: Nie zakwalifikowała się